# Liste des restaurants deux et trois étoiles du Guide Michelin

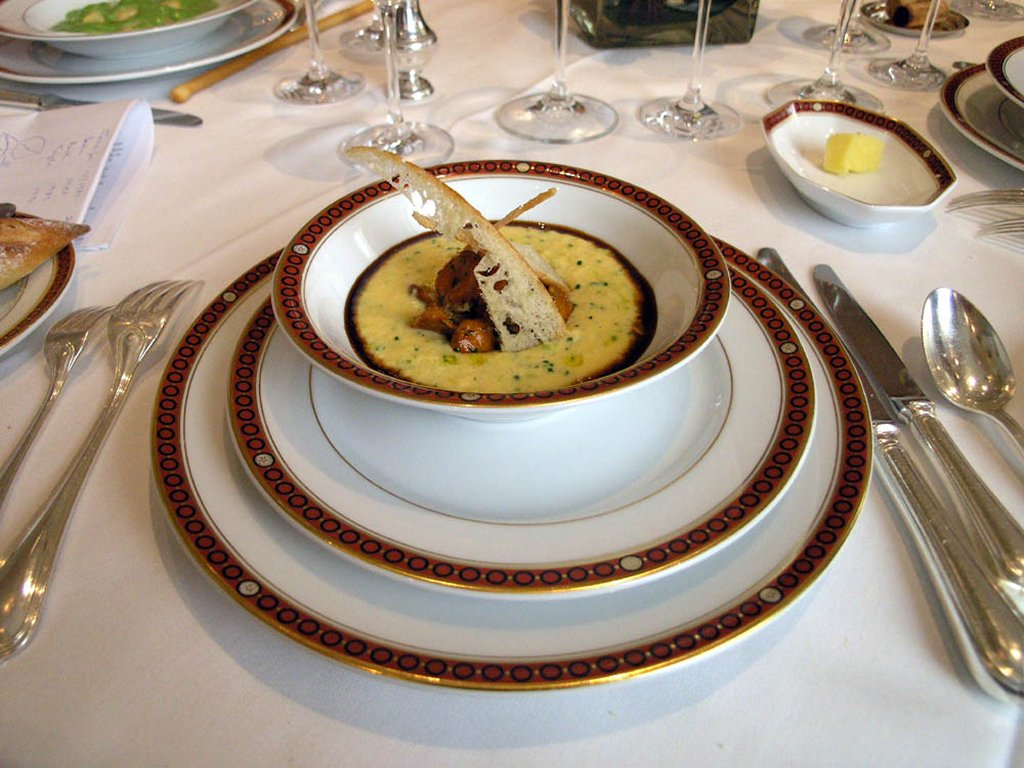

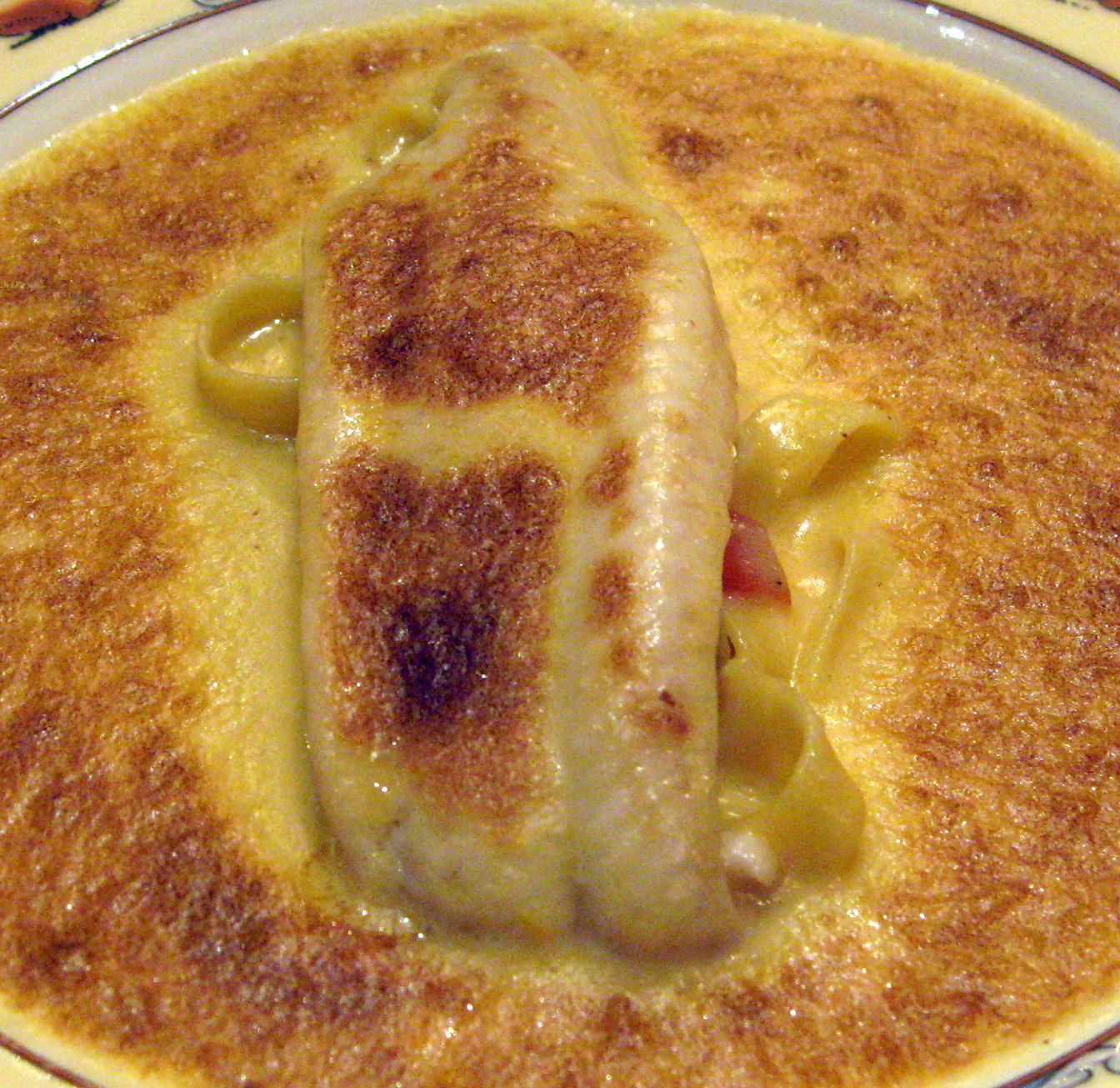
Filet de sole aux nouilles chez Paul Bocuse

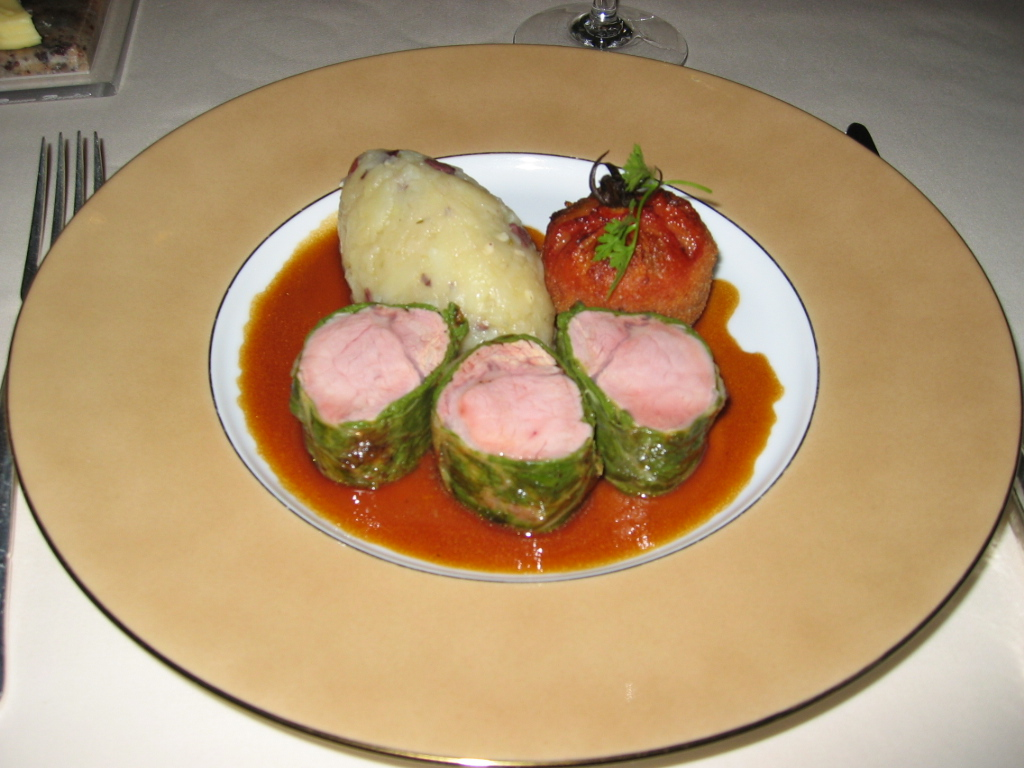
Chez Marc et Paul Haeberlin

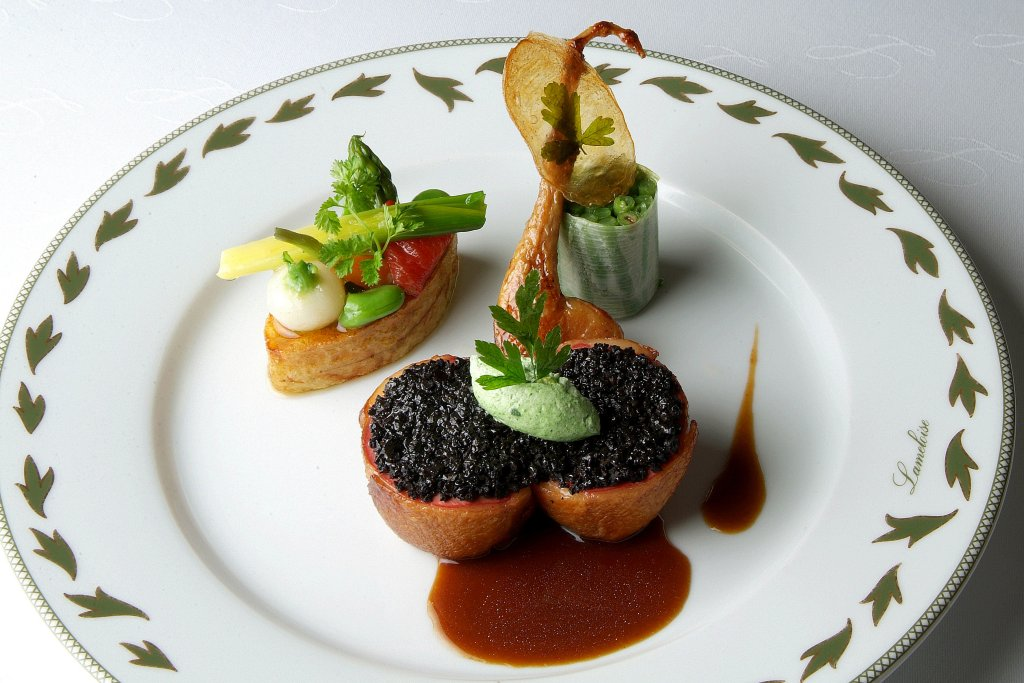
Chez Jacques Lameloise

Cet article présente la liste des restaurants étoilés par le Guide Michelin.

## Description
Cette liste est exhaustive en ce qui concerne les restaurants « trois étoiles »  et « deux étoiles »  français sur la base du guide 2025 et suisses sur la base du guide 2018.
Les restaurants « 1 étoile » , du fait de leur trop grand nombre (526 rien qu'en France en 2023), ne sont pas nécessairement à jour.
Selon le Guide Michelin, l’attribution des étoiles repose sur des critères identiques afin de garantir la cohérence de la sélection. Ces critères sont au nombre de cinq : qualité des produits, maîtrise des cuissons et des saveurs, personnalité du chef dans sa cuisine, rapport qualité-prix et régularité dans le temps et sur l’ensemble de la carte :
- 3 étoiles indiquent qu’il s’agit « d’une cuisine remarquable, valant le voyage ».
- 2 étoiles désignent « une table excellente méritant un détour ».
- 1 étoile signale « une très bonne table dans sa catégorie ».

## Répartition des étoilesMichelin

### Par pays/région
| Pays/région           | 3 étoiles | 2 étoiles | 1 étoile | Total | Année |
| --------------------- | --------- | --------- | -------- | ----- | ----- |
| France et Monaco      | 31        | 81        | 542      | 654   | 2025  |
| Japon                 | 32        | 85        | 346      | 453   | 2020, |
| États-Unis            | 13        | 32        | 189      | 234   | 2024  |
| Italie et Saint-Marin | 11        | 35        | 329      | 375   | 2020  |
| Espagne               | 15        | 32        | 221      | 268   | 2024  |
| Allemagne             | 10        | 38        | 261      | 309   | 2019  |
| Royaume-Uni           | 7         | 20        | 158      | 185   | 2021  |
| Hong Kong             | 7         | 12        | 60       | 79    | 2024  |
| Suisse                | 3         | 24        | 95       | 122   | 2021  |
| Pays-Bas              | 3         | 16        | 89       | 108   | 2018  |
| Chine                 | 2         | 6         | 30       | 38    | 2018  |
| Macao                 | 2         | 5         | 11       | 18    | 2018  |
| Corée du Sud (Séoul)  | 2         | 4         | 18       | 26    | 2018  |
| Belgique              | 3         | 22        | 108      | 133   | 2022, |
| Taïwan (Taipei)       | 1         | 2         | 17       | 20    | 2018  |
| Suède                 | 1         | 4         | 21       | 26    | 2018  |
| Danemark              | 1         | 3         | 22       | 26    | 2018  |
| Norvège               | 1         | 0         | 5        | 6     | 2018  |
| Portugal              | 0         | 7         | 20       | 27    | 2020  |
| Thaïlande (Bangkok)   | 0         | 3         | 14       | 17    | 2018  |
| Singapour             | 0         | 2         | 34       | 36    | 2018  |
| Brésil                | 0         | 2         | 15       | 17    | 2018  |
| Autriche              | 0         | 2         | 13       | 15    | 2018  |
| Grèce                 | 0         | 2         | 3        | 5     | 2018  |
| Luxembourg            | 0         | 1         | 11       | 12    | 2018  |
| Irlande               | 0         | 1         | 5        | 6     | 2018  |
| Hongrie               | 0         | 1         | 3        | 4     | 2018  |
| Finlande              | 0         | 0         | 5        | 5     | 2018  |
| Croatie               | 0         | 0         | 3        | 3     | 2018  |
| Islande               | 0         | 0         | 3        | 3     | 2018  |
| Pologne               | 0         | 0         | 3        | 3     | 2020  |
| République tchèque    | 0         | 0         | 2        | 2     | 2018  |
| Canada                | 0         | 2         | 33       | 35    | 2025  |

### Par région de France métropolitaine
| Région                     | 3 étoiles | 2 étoiles | 1 étoile | Total |
| -------------------------- | --------- | --------- | -------- | ----- |
| Île-de-France              | 9         | 15        | 111      | 135   |
| Auvergne-Rhône-Alpes       | 8         | 16        | 73       | 97    |
| Provence-Alpes-Côte d'Azur | 6         | 6         | 66       | 78    |
| Grand Est                  | 1         | 9         | 41       | 51    |
| Occitanie                  | 1         | 8         | 40       | 49    |
| Nouvelle-Aquitaine         | 1         | 7         | 49       | 57    |
| Bourgogne-Franche-Comté    | 1         | 6         | 28       | 35    |
| Pays de la Loire           | 1         | 1         | 21       | 23    |
| Bretagne                   | 1         | 2         | 35       | 38    |
| Hauts-de-France            | 0         | 2         | 15       | 17    |
| Centre-Val de Loire        | 0         | 1         | 20       | 21    |
| Corse                      | 0         | 1         | 3        | 4     |
| Normandie                  | 0         | 0         | 20       | 20    |

La répartition géographique des restaurants étoilés en France est assez liée à la répartition de la population comme le montre la cartographie réalisée en 2020 par Ouest-France,, avec néanmoins une plus forte concentration des restaurants étoilés dans le quart sud-est de la France (la région Provence-Alpes-Côte d'Azur est celle qui dispose du plus grand nombre d'établissements étoilés par habitant, devant la Corse, la Bourgogne-Franche-Comté et Auvergne-Rhône-Alpes). À l'inverse, la région Hauts-de-France est la moins bien dotée en nombre de restaurants étoilés par habitant.

## Restaurants trois étoiles
En 2019, seuls 127 restaurants dans le monde étaient notés trois étoiles.

### France et Monaco
Liste des 31 restaurants trois étoiles du Guide Michelin France 2025
| Année | Chef                             | Établissement                                  | Localité               | Département          | Région                     | Commentaires |
| ----- | -------------------------------- | ---------------------------------------------- | ---------------------- | -------------------- | -------------------------- | --- |
| 1968  | César Troisgros                  | Troisgros - Le Bois sans Feuilles              | Ouches                 | 42 Loire             | Auvergne-Rhône-Alpes       | César succède à son père Michel en 2023 |
| 1977  | Hugo Souchet                     | Les Prés d'Eugénie - Maison Guérard            | Eugénie-les-Bains      | 40 Landes            | Nouvelle-Aquitaine         | Michel Guérard décède en 2024, son chef exécutif Hugo Souchet prend sa suite                                                                      |
| 1986  | Bernard Pacaud                   | L'Ambroisie                                    | Paris 4e               | 75 Paris             | Île-de-France              | |
| 1996  | Alain Passard                    | L'Arpège                                       | Paris 7e               | 75 Paris             | Île-de-France              | |
| 1998  | Pierre Gagnaire                  | Pierre Gagnaire                                | Paris 8e               | 75 Paris             | Île-de-France              | |
| 2003  | Alain Ducasse                    | Le Louis XV - Alain Ducasse à l'Hôtel de Paris | Monte-Carlo            | —                    | Monaco                     | Classé trois étoiles en 1990, 1 étoile perdue en 1997, retrouvé en 1998, perdue en 2001                                                           |
| 2005  | Régis et Jacques Marcon          | Restaurant Marcon                              | Saint-Bonnet-le-Froid  | 43 Haute-Loire       | Auvergne-Rhône-Alpes       | |
| 2007  | Frédéric Anton                   | Le Pré Catelan                                 | Paris 16e              | 75 Paris             | Île-de-France              | |
| 2007  | Éric Pras                        | Lameloise                                      | Chagny                 | 71 Saône-et-Loire    | Bourgogne-Franche-Comté    | Classé trois étoiles en 1979, 1 étoile perdue en 2005; Pras succède à Jacques Lameloise en 2009                                                   |
| 2007  | Anne-Sophie Pic                  | Maison Pic                                     | Valence                | 26 Drôme             | Auvergne-Rhône-Alpes       | |
| 2008  | Gérald Passedat                  | Le Petit Nice                                  | Marseille 7e           | 13 Bouches-du-Rhône  | Provence-Alpes-Côte d'Azur | |
| 2009  | Arnaud Faye                      | Épicure                                        | Paris 8e               | 75 Paris             | Île-de-France              | Éric Frechon a pris sa retraite en 2024 et Arnaud Faye anciennement 2* à la Chèvre d'Or lui a succédé                                             |
| 2010  | Gilles Goujon                    | Auberge du Vieux Puits                         | Fontjoncouse           | 11 Aude              | Occitanie                  | |
| 2012  | Emmanuel Renaut                  | Flocons de Sel                                 | Megève                 | 74 Haute-Savoie      | Auvergne-Rhône-Alpes       | |
| 2013  | Arnaud Donckele                  | La Vague d'Or - Cheval Blanc St-Tropez         | Saint-Tropez           | 83 Var               | Provence-Alpes-Côte d'Azur | |
| 2014  | Arnaud Lallement                 | L'Assiette Champenoise                         | Tinqueux               | 51 Marne             | Grand Est                  | |
| 2015  | Yannick Alléno                   | Alléno Paris au Pavillon Ledoyen               | Paris 8e               | 75 Paris             | Île-de-France              | |
| 2016  | Christian Le Squer               | Le Cinq de l'Hôtel George-V                    | Paris 8e               | 75 Paris             | Île-de-France              | |
| 2017  | Yannick Alléno                   | Le 1947 à Cheval Blanc                         | Courchevel             | 73 Savoie            | Auvergne-Rhône-Alpes       | |
| 2019  | Franck Derouet et Thomas Lorival | Le Clos des sens                               | Annecy-le-Vieux        | 74 Haute-Savoie      | Auvergne-Rhône-Alpes       | Laurent Petit a vendu Le Clos des Sens en 2023, repris par Franck Derouet et Thomas Lorival, anciennement salariés, et ont maintenu les 3 étoiles |
| 2019  | Mauro Colagreco                  | Mirazur                                        | Menton                 | 06 Alpes-Maritimes   | Provence-Alpes-Côte d'Azur | |
| 2020  | Kei Kobayashi                    | Kei                                            | Paris 1er              | 75 Paris             | Île-de-France              | |
| 2020  | Glenn Viel                       | L'Oustaù de Baumanière                         | Les Baux-de-Provence   | 13 Bouches-du-Rhône  | Provence-Alpes-Côte d'Azur | |
| 2021  | Alexandre Mazzia                 | AM par Alexandre Mazzia                        | Marseille 8e           | 13 Bouches-du-Rhône  | Provence-Alpes-Côte d'Azur | |
| 2022  | Arnaud Donckele                  | Plénitude - Cheval Blanc Paris                 | Paris 1er              | 75 Paris             | Île-de-France              | Classé trois étoiles peu après son ouverture |
| 2022  | Dimitri Droisneau                | La Villa Madie                                 | Cassis                 | 13 Bouches-du-Rhône  | Provence-Alpes-Côte d'Azur | 2e étoile obtenue en 2014 |
| 2023  | Alexandre Couillon               | La Marine                                      | Noirmoutier-en-l'Île   | 85 Vendée            | Pays de la Loire           | |
| 2024  | Jérôme Banctel                   | Le Gabriel - La Réserve Paris                  | Paris 8e               | 75 Paris             | Île-de-France              | |
| 2024  | Fabien Ferré                     | La Table du Castellet                          | Le Castellet           | 83 Var               | Provence-Alpes-Côte d'Azur | Classé directement trois étoiles lors de son entrée dans le guide                                                                                 |
| 2025  | Christopher Coutanceau           | Christopher Coutanceau                         | La Rochelle            | 17 Charente-Maritime | Nouvelle-Aquitaine         | 3e étoile perdue en 2023 puis regagnée |
| 2025  | Hugo Roellinger                  | Le Coquillage                                  | Saint-Méloir-des-Ondes | 35 Ille-et-Vilaine   | Bretagne                   | 2e étoile obtenue en 2019 |

### Autres pays d'Europe
Liste des restaurants trois étoiles des Guides Michelin 2020 de l'Allemagne, l'Italie, l'Espagne, le Royaume-Uni, les Pays-Bas, la Belgique, la Suisse, l'Autriche, le Danemark, la Norvège et la Suède
| Année | Chef                              | Établissement                          | Localité                         | Région                      | Pays        | Commentaires                 |
| ----- | --------------------------------- | -------------------------------------- | -------------------------------- | --------------------------- | ----------- | ---------------------------- |
| 1985  | Alain Roux et Fabrice Uhryn       | Waterside Inn                          | Bray                             | Berkshire                   | Royaume-Uni |                              |
| 1989  | Juan Mari et Elena Arzak          | Arzak                                  | Saint-Sébastien                  | Pays basque                 | Espagne     |                              |
| 1993  | Harald Wohlfahrt                  | Schwarzwaldstube                       | Baiersbronn                      | Bade-Wurtemberg             | Allemagne   |                              |
| 1993  | Riccardo Monco, Annie Féolde      | Enoteca Pinchiorri                     | Florence                         | Toscane                     | Italie      |                              |
| 1996  | Nadia Santini et Giovanni Santini | Dal Pescatore                          | Canneto sull'Oglio - Runate      | Lombardie                   | Italie      |                              |
| 2000  | Helmut Thieltges                  | Waldhotel Sonnora                      | Dreis                            | Rhénanie-Palatinat          | Allemagne   |                              |
| 2001  | Martín Berasategui                | Martín Berasategui                     | Lasarte-Oria                     | Pays basque                 | Espagne     |                              |
| 2001  | Matt Abé                          | Gordon Ramsay                          | Londres                          | Grand Londres               | Royaume-Uni |                              |
| 2003  | Massimiliano Alajmo               | Le Calandre                            | Rubano                           | Vénétie                     | Italie      |                              |
| 2004  | Heston Blumenthal                 | The Fat Duck                           | Bray                             | Berkshire                   | Royaume-Uni |                              |
| 2004  | Jonnie Boer                       | De Librije                             | Zwolle                           | Overijssel                  | Pays-Bas    |                              |
| 2005  | Joachim Wissler                   | Vendôme (Grandhotel Schloss Bensberg)  | Bergisch Gladbach                | Rhénanie-du-Nord-Westphalie | Allemagne   |                              |
| 2005  | Peter Goossens                    | Hof van Cleve                          | Kruishoutem                      | Flandre-Orientale           | Belgique    |                              |
| 2006  | Christian Bau                     | Victor's Fine Dining                   | Perl                             | Sarre                       | Allemagne   |                              |
| 2006  | Heinz Beck                        | La Pergola (Hôtel Rome Cavalieri)      | Rome                             | Latium                      | Italie      |                              |
| 2007  | Klaus Erfort                      | Gästehaus Erfort                       | Sarrebruck                       | Sarre                       | Allemagne   |                              |
| 2007  | Pedro Subijana                    | Akelare                                | Saint-Sébastien                  | Pays basque                 | Espagne     |                              |
| 2008  | Claus-Peter Lumpp                 | Restaurant Bareiss                     | Baiersbronn                      | Bade-Wurtemberg             | Allemagne   |                              |
| 2009  | Sven Elverfeld                    | Aqua                                   | Wolfsburg                        | Basse-Saxe                  | Allemagne   |                              |
| 2009  | Joan et Jordi Roca                | El Celler de Can Roca                  | Gérone                           | Catalogne                   | Espagne     |                              |
| 2010  | Chico Cerea                       | Da Vittorio (H Relais da Vittorio)     | Brusaporto                       | Lombardie                   | Italie      |                              |
| 2010  | Jean-Philippe Blondet             | Alain Ducasse at The Dorchester        | Londres                          | Grand Londres               | Royaume-Uni |                              |
| 2011  | Andreas Caminada                  | Schloss Schauenstein                   | Fürstenau                        | Grisons                     | Suisse      |                              |
| 2012  | Massimo Bottura                   | Osteria Francescana                    | Modène                           | Émilie-Romagne              | Italie      |                              |
| 2012  | Franck Giovannini                 | Restaurant de l’Hôtel de Ville         | Crissier                         | Vaud                        | Suisse      | successeur de Benoît Violier |
| 2013  | Enrico Crippa                     | Piazza Duomo                           | Alba                             | Piémont                     | Italie      |                              |
| 2013  | Eneko Atxa                        | Azurmendi                              | Larrabetzu                       | Pays basque                 | Espagne     |                              |
| 2013  | Quique Dacosta                    | Quique Dacosta                         | Dénia                            | Communauté valencienne      | Espagne     |                              |
| 2014  | David Muñoz                       | DiverXO                                | Tetuán - Madrid                  | Communauté de Madrid        | Espagne     |                              |
| 2014  | Niko Romito                       | Reale                                  | Castel di Sangro                 | Abruzzes                    | Italie      |                              |
| 2014  | Christian Jürgens                 | Restaurant Überfahrt Christian Jürgens | Rottach-Egern                    | Bavière                     | Allemagne   |                              |
| 2016  | Esben Holmboe Bang                | Maaemo                                 | Oslo                             | Østlandet                   | Norvège     |                              |
| 2016  | Rasmus Kofoed                     | Geranium                               | Copenhague                       | Hovedstaden                 | Danemark    |                              |
| 2016  | Peter Knogl                       | Cheval Blanc                           | Bâle                             | Bâle-Ville                  | Suisse      |                              |
| 2016  | Kevin Fehling                     | The Table Kevin Fehling                | Hambourg                         | Hambourg                    | Allemagne   |                              |
| 2017  | Martín Berasategui                | Martin Berasategui                     | Lasarte                          | Catalogne                   | Espagne     |                              |
| 2018  | Jan Hartwig                       | Atelier                                | Munich                           | Bavière                     | Allemagne   |                              |
| 2018  | Björn Frantzén                    | Frantzén                               | Stockholm                        | Comté de Stockholm          | Suède       |                              |
| 2018  | Jannis Brevet                     | Inter Scaldes                          | Kruiningen                       | Zélande                     | Pays-Bas    |                              |
| 2018  | Jordi Cruz                        | ABaC                                   | Barcelone                        | Catalogne                   | Espagne     |                              |
| 2018  | Ángel León                        | Aponiente                              | El Puerto de Santa Maria         | Andalousie                  | Espagne     |                              |
| 2018  | Norbert Niederkofler              | St. Hubertus                           | San Cassiano/Sankt Kassian Badia | Trentin-Haut-Adige          | Italie      |                              |
| 2019  | Juan Amador                       | Amador                                 | Vienne                           | Vienne                      | Autriche    |                              |
| 2019  | Mauro Uliassi                     | Uliassi                                | Senigallia                       | Marches                     | Italie      |                              |
| 2019  | Johannes Nuding                   | Sketch (restaurant de Pierre Gagnaire) | Londres                          | Grand Londres               | Royaume-Uni |                              |
| 2020  | Enrico Bartolini                  | Enrico Bartolini al Mudec              | Milan                            | Lombardie                   | Italie      |                              |
| 2020  | Jesús Sánchez                     | El Cenador de Amós                     | Villaverde de Pontones           | Cantabrie                   | Espagne     |                              |
| 2021  | Hélène Darroze                    | Hélène Darroze at the connaught        | Londres                          | Grand Londres               | Royaume-Uni |                              |
| 2021  | Clare Smyth                       | Core                                   | Londres                          | Grand Londres               | Royaume-Uni |                              |

### Japon
Liste des 32 restaurants trois étoiles des Guides Michelin 2012 Tokyo Yokohama Shonan et Kyoto Osaka Kobé Nara
| Année | Chef | Établissement            | Localité | Commentaires                    |
| ----- | ---- | ------------------------ | -------- | ------------------------------- |
|       |      | Chihana                  | Kyoto    | Cuisine japonaise               |
|       |      | Hyo-tei                  | Kyoto    | Cuisine japonaise               |
|       |      | Kikunoi Honten           | Kyoto    | Cuisine japonaise               |
|       |      | Kitcho Arashiyama Honten | Kyoto    | Cuisine japonaise               |
|       |      | Mizai                    | Kyoto    | Cuisine japonaise               |
|       |      | Tsuruya                  | Kyoto    | Cuisine japonaise               |
|       |      | Hajime                   | Osaka    | Cuisine française contemporaine |
|       |      | Cá Sento                 | Kobe     | Cuisine fusion                  |
|       |      | Komago                   | Kobe     | Cuisine japonaise               |
|       |      | Esaki                    | Tokyo    | Cuisine japonaise contemporaine |
|       |      | Ishikawa                 | Tokyo    | Cuisine japonaise               |
|       |      | Joël Robuchon            | Tokyo    | Cuisine française contemporaine |
|       |      | Kanda                    | Tokyo    | Cuisine japonaise               |
|       |      | Koju                     | Tokyo    | Cuisine japonaise               |
|       |      | Quintessence             | Tokyo    | Cuisine française contemporaine |
|       |      | Sukiyabashi Jiro Honten  | Tokyo    | Cuisine japonaise Sushi         |
|       |      | Sushi Mizutani           | Tokyo    | Cuisine japonaise Sushi         |
|       |      | Sushi Saito              | Tokyo    | Cuisine japonaise Sushi         |
|       |      | Yukimura                 | Tokyo    | Cuisine japonaise               |
| 2011  |      | Araki                    | Tokyo    | Cuisine japonaise Sushi         |
| 2011  |      | Hamadaya                 | Tokyo    | Cuisine japonaise               |
| 2011  |      | 7chome Kyoboshi          | Tokyo    | Cuisine japonaise Tempura       |
| 2011  |      | Usukifugu Yamadaya       | Tokyo    | Cuisine japonaise Fugu          |
| 2011  |      | Nakamura                 | Kyoto    | Cuisine japonaise               |
| 2011  |      | Kashiwaya                | Osaka    | Cuisine japonaise               |
| 2011  |      | Taian                    | Osaka    | Cuisine japonaise               |
| 2012  |      | Sushi Yoshitake          | Tokyo    |                                 |
| 2012  |      | Ryugin                   | Tokyo    |                                 |
| 2012  |      | Koan                     | Fujisawa |                                 |
| 2012  |      | Fujiya 1935              | Osaka    | Cuisine fusion                  |
| 2012  |      | Koryu                    | Osaka    | Cuisine Japonaise               |
| 2012  |      | Wa Yamamura              | Nara     |                                 |

### Chine
Liste des cinq restaurants trois étoiles du Guide Michelin 2024 en Chine continentale
| Année | Chef           | Établissement                    | Localité | Commentaires         |
| ----- | -------------- | -------------------------------- | -------- | -------------------- |
| 2016  | Stefan Stiller | Taian Table                      | Shanghai | Cuisine créative     |
| 2018  | Paul Pairet    | Ultraviolet                      | Shanghai | Cuisine créative     |
|       | Cheung         | Chao Shang Chao                  | Beijing  | Cuisine de Chaozhou  |
|       |                | Xin Rong Ji (Xinyuan South Road) | Beijing  | Cuisine de Taizhou   |
|       | Gary Yin       | King's Joy                       | Beijing  | Cuisine végétarienne |

### Hong Kong
Liste des sept restaurants hongkongais trois étoiles du Guide Michelin 2025 Hong Kong & Macao
| Année | Chef               | Établissement              | Localité  | Commentaires       |
| ----- | ------------------ | -------------------------- | --------- | ------------------ |
| 2010  | Guillaume Galliot  | Caprice                    | Hong Kong | Cuisine française  |
| 2012  | Umberto Bombana    | 8 ½ Otto e Mezzo – Bombana | Hong Kong | Cuisine italienne  |
| 2015  | Kwong Wai Keung's  | T’Ang Court                | Hong Kong | Cuisine cantonaise |
| 2020  | Yeung Koon Yat     | Hong Kong’s Forum          | Hong Kong | Cuisine cantonaise |
| 2020  | Masahiro Yoshitake | Sushi Shikon               | Hong Kong | Cuisine japonaise  |
| 2023  | Hideaki Sato       | Ta Vie                     | Hong Kong | Cuisine japonaise  |
| 2025  | Richard Ekkebus    | Amber                      | Hong Kong | Cuisine française  |

### Macao
Liste des deux restaurants macanais trois étoiles du Guide Michelin 2025 Hong Kong & Macao
| Année | Chef              | Établissement    | Localité | Commentaires                    |
| ----- | ----------------- | ---------------- | -------- | ------------------------------- |
| 2008  | Julien Tongourian | Robuchon au Dôme | Macao    | Cuisine française contemporaine |
| 2019  | KnoK Fung         | Jade Dragon      | Macao    | Cuisine cantonaise              |

### États-Unis
Liste des 13 restaurants trois étoiles aux États-Unis
| Année | Chef                           | Établissement                      | Localité              | Commentaires |
| ----- | ------------------------------ | ---------------------------------- | --------------------- | ------------ |
| 2006  | Thomas Keller                  | Per Se (en)                        | New York              |              |
| 2006  | Thomas Keller                  | The French Laundry                 | San Francisco         |              |
| 2006  | Éric Ripert                    | Le Bernardin                       | New York              |              |
| 2009  | Masa Takayama                  | Masa (en)                          | New York              |              |
| 2011  | Grant Achatz                   | Alinea (en)                        | Chicago               |              |
| 2012  | Daniel Humm                    | Eleven Madison Park (en)           | New York              |              |
| 2012  | César Ramirez                  | Chef’s Table at Brooklyn Fare (en) | New York              |              |
| 2015  | Corey Lee et Brandon Rodgers   | Benu (en)                          | San Francisco         |              |
| 2016  | David Kinch et Nicholas Romero | Manresa (en)                       | Los Gatos             |              |
| 2017  | Michael Tusk et Neil Stetz     | Quince (en)                        | San Francisco         |              |
| 2019  | Kyle Connaughton               | SingleThread (en)                  | Healdsburg            |              |
| 2019  | Dominique Crenn                | Atelier Crenn (en)                 | San Francisco         |              |
| 2019  | Patrick O’Connell              | The Inn at Little Washington (en)  | Washington (Virginie) |              |

### Anciens trois étoiles

#### France
- 1933 à 1939 : Célestin Duplat - Larue - 8e arrondissement à Paris[41],[42].
- 1933 à 1937 : Marie Bourgeois – La mère Bourgeois – Priay, Ain
- 1933 à 1955 : Fernand Point – La Pyramide – Vienne, Isère
- 1933 à 1968 : Eugénie Brazier – La mère Brazier – Lyon et le col de la Luère à Pollionnay, Rhône (2 fois 3 étoiles)
- 1933 à 1968 : Lapérouse, 6e arrondissement de Paris. En discontinuant : 2 étoiles de 1949 à 1951
- 1933 à 1996 : André et Claude Terrail – La Tour d'Argent – 5e arrondissement de Paris, France (rétrogradé 1 étoile en 2006)
- 1934 à 1994 : André et Jacques Pic – Maison Pic – Valence, Drôme (à nouveau 3 étoiles avec Anne-Sophie Pic depuis 2007)
- 1935 à 1964 : Alexandre Dumaine – La Côte d'Or – Saulieu, Côte-d'Or (à nouveau 3 étoiles avec Bernard Loiseau en 1991)
- 1951 à 1983 : Marguerite Bise puis François Bise – l'Auberge du père Bise – Talloires, Haute-Savoie (à nouveau 3 étoiles entre 1985 et 1987)
- 1953 à 1966 : René Hure – Hostellerie de la poste – Avallon, Yonne
- 1953 à 1977 : Maxim's Paris (plusieurs chefs successifs : Louis Barthe, Alex Humbert, Michel Menant)
- 1953 à 1983 : Raymond Oliver – Le Grand Véfour – 1er arrondissement de Paris (à nouveau 3 étoiles avec Guy Martin en 2000)
- 1954 à 1990 : Raymond Thuilier - L'Oustau de Baumanière - Les Baux-de-Provence, Bouches-du-Rhône (à nouveau 3 étoiles en 2020 avec Glenn Viel[43])
- 1958 à 1968: Suzanne et Robert Lalleman - L'Auberge de Noves - Noves, Bouches-du-Rhône
- 1962 à 1983 : René Lasserre – Lasserre – 8e arrondissement de Paris
- 1965 à 2019 : Paul Bocuse - L'Auberge du Pont de Collonges - Collonges-au-Mont-d'Or[44]
- 1967 à 2018 : Marc Haeberlin - Auberge de l'Ill ; (rétrogradé 2 étoiles en 2019)
- 1970 à 1988 : Louis Outhier – L'Oasis la Napoule Alpes-Maritimes
- 1972 à 1983 : Claude Peyrot – Le Vivarois – 16e arrondissement de Paris
- 1973 à 1990 : Alain Chapel – Alain Chapel – Mionnay, Ain
- 1973 à 2006 : Jean-Claude Vrinat (en) – Taillevent – 8e arrondissement de Paris (rétrogradé 2 étoiles en 2007)
- 1974 à 1993 : Roger Vergé – Le Moulin de Mougins – Mougins, Alpes-Maritimes
- 1978 à 2005 : Alain Senderens – Archestrate – 7e arrondissement de Paris – Lucas Carton – 8e arrondissement de Paris
- 1979 à 2004 : Gérard Boyer - Les Crayères - Reims, Marne
- 1979 à 2004 et 2007 à 2009 : Jacques Lameloise - Maison Lameloise hormis entre 2005 et 2006 ; remplacé par Éric Pras en 2009 sans perdre leurs 3 étoiles
- 1981 à 2025 : Georges Blanc – Georges Blanc – Vonnas, Ain
- 1983 à 2006 : Marc Meneau – L'Espérance – Saint-Père-sous-Vezelay, Yonne
- 1984 à 1996 : Joël Robuchon – Jamin – 16e arrondissement de Paris
- 1989 à 2001 : Émile Jung – Au Crocodile – Strasbourg
- 1991 à 2016 : Bernard Loiseau puis Patrick Bertron après 2003 - La Côte d'Or, rebaptisé en 2003 Le Relais Bernard Loiseau -  Saulieu, Côte-d'Or
- 1994 à 2006 : Antoine Westermann – Le Buerehiesel – Strasbourg, Bas-Rhin
- 1995 à 2009 : Marc Veyrat – La Maison de Marc Veyrat – Veyrier-du-Lac, Haute-Savoie
- 1997 à 2000 : Alain Ducasse – Alain Ducasse à l'hôtel du Parc, Paris ; (second 3 étoiles – étoiles regagnées en 2001 au Plaza Athénée)
- 1998 à 2006 : Jacques et Laurent Pourcel – Le Jardin des sens – Montpellier, Hérault
- 2000 à 2008 : Guy Martin – Le Grand Véfour – 1er arrondissement de Paris
- 2001 à 2006 : Marc Veyrat – La Ferme de mon père – Megève, Haute-Savoie
- 2001 à 2013 : Alain Ducasse - Alain Ducasse au Plaza Athénée ; (à la suite des travaux de ce dernier, déplacé au Meurice auquel il rétablit ses 3 étoiles en 2014)
- 2002 à 2014 : Christian Le Squer - Ledoyen ; remplacé par Yannick Alléno en July 2014 sans perdre leurs 3 étoiles
- 2002 à 2015 : Jean-Georges Klein - L'Arnsbourg - Baerenthal, Moselle ; (départ du chef pour un nouveau défi gastronomique: la Villa Lalique à Wingen-sur-Moder)
- 2002 à 2022 : Guy Savoy - Guy Savoy - 6e arrondissement de Paris;  (rétrogradé 2 étoiles en 2023)[45]
- 2003 à 2007 : Philippe Legendre - Le Cinq - 8e arrondissement de Paris; (rétrogradé 2 étoiles en 2008)
- 2004 à 2011 : Michel Trama – Les Loges de l'aubergade – Puymirol, Lot-et-Garonne
- 2004 à 2015 : Jean-Michel Lorain - La Côte St-Jacques - Joigny, Yonne
- 2006 à 2009 : Olivier Roellinger – Les Maisons de Bricourt – Cancale, Ille-et-Vilaine
- 2007 à 2013 : Yannick Alléno - Meurice - Paris
- 2007 à 2018 : Pascal Barbot - L’Astrance - Paris
- 2014 à 2015 : Alain Ducasse - Le Meurice Alain Ducasse - Paris 1er
- 2015 à 2023 : René et Maxime Le Meilleur - La Bouitte - Saint-Martin-de-Belleville, Savoie
- 2016 à 2021 : Alain Ducasse - Plaza Athénée - 8e arrondissement de Paris (fin de collaboration au 30 juin 2021)
- 2018 : Marc Veyrat - La maison des bois - Manigod ; (rétrogradé 2 étoiles un an après avoir obtenu la 3e étoile)
- 2020 à 2022 : Christopher Coutanceau - Christopher Coutanceau - La Rochelle, Charente-Maritime[45]

#### Belgique et Suisse
- 1972 à 1984 : Marcel Kreusch – La Villa Lorraine – Uccle (Bruxelles),  Belgique
- 1979 à 2006 : Pierre Wynants – Comme chez soi – Bruxelles,  Belgique
- 1982 à 1989 et 1993 à 1996 : Frédy Girardet – Chez Girardet – Crissier, Vaud,  Suisse (suivi par son élève et successeur Philippe Rochat)
- 1983 à 1994 : Pierre Romeijer – Maison de bouche – Hoeilaart,  Belgique
- 1988 à 2003 : Jean-Pierre Bruneau – Bruneau – Ganshoren (Bruxelles),  Belgique
- 1996 à 2016 : Geert Van Hecke (nl) -  De Karmeliet - Bruges, Flandre-Occidentale, Belgique
- 1997 à 2012 : Philippe Rochat – Restaurant de l’Hôtel de Ville – Crissier, Vaud,  Suisse (élève de Frédy Girardet depuis 1980 et suivi par son élève et successeur Benoît Violier)
- 1998 à 2011 : Gérard Rabaey – Le Pont de Brent – Brent, Vaud,  Suisse (rétrogradé 2 étoiles après le changement de chef)
- 2012 à 2016 : Benoît Violier – Restaurant de l’Hôtel de Ville – Crissier, Vaud,  Suisse (élève de Philippe Rochat et suivi par son successeur Franck Giovannini)

#### Autres pays
- 1989 à 1999 : Marco-Pierre White – Harveys – Wandsworth,  Royaume-Uni (plus jeune chef à obtenir 3 étoiles, il se retire de la cuisine et rend ses étoiles)
- 1994 à 2011 : Santi Santamaria – Can Fabes – Sant Celoni, Catalogne,  Espagne (Santi Santamaria est décédé le 16 février 2011)
- 1997 à 2011 : Ferran Adrià – El Bulli (le bouledogue) – Roses près de Barcelone, Catalogne,  Espagne (gastronomie moléculaire) (Le restaurant a fermé en juillet 2011, pour ne rouvrir qu'en 2014)
- 1998 à 2013 : Luisa Marelli Valazza - Al Sorriso (Soriso, Italie)
- 2006 à 2018 : Carme Ruscalleda - Sant Pau - Sant Pol de Mar (Espagne) (le restaurant a fermé le 27 octobre 2018)
- 2008 à 2010 : Bruno Menard – L'Osier – Tokyo,  Japon ; (Immeuble du restaurant détruit pour s'adapter aux nouvelles règles sismiques)
- 2006 à 2017 : Jean-Georges Vongerichten – Jean-Georges – New York
- 2010 à 2014 : Daniel Boulud  – Daniel – New York

## Restaurants deux étoiles

### France et Monaco
Liste des 81 restaurants deux étoiles du Guide Michelin 2025
| Chef                              | Établissement                               | Localité                    | Département            | Région                     | Commentaires                                                          |
| --------------------------------- | ------------------------------------------- | --------------------------- | ---------------------- | -------------------------- | --------------------------------------------------------------------- |
| Georges Blanc                     | Georges Blanc                               | Vonnas                      | 01 Ain                 | Auvergne-Rhône-Alpes       | Triplement étoilé jusqu'en 2024                                       |
| Tom Meyer                         | La Chèvre d'Or                              | Èze                         | 06 Alpes-Maritimes     | Provence-Alpes-Côte d'Azur | Tom Meyer succède à Arnaud Faye en 2024 et maintient les deux étoiles |
| Bruno Oger                        | Villa Archange                              | Le Cannet                   | 06 Alpes-Maritimes     | Provence-Alpes-Côte d'Azur |                                                                       |
| Mickaël et Gaël Tourteaux         | Flaveur                                     | Nice                        | 06 Alpes-Maritimes     | Provence-Alpes-Côte d'Azur |                                                                       |
| Franck Putelat                    | La Table de Franck Putelat                  | Carcassonne                 | 11 Aude                | Occitanie                  | 2e étoile obtenue en 2012                                             |
| Lionel Giraud                     | La Table Saint-Crescent                     | Narbonne                    | 11 Aude                | Occitanie                  | 2e étoile obtenue en 2020                                             |
| Sébastien Bras                    | Bras                                        | Laguiole                    | 12 Aveyron             | Occitanie                  |                                                                       |
| Fanny Rey et Sylvestre Wahid      | L’Auberge de Saint-Rémy                     | Saint-Rémy-de-Provence      | 13 Bouches-du-Rhône    | Provence-Alpes-Côte d'Azur | 2e étoile obtenue en 2025                                             |
| Serge Vieira                      | Serge Vieira                                | Chaudes-Aigues              | 15 Cantal              | Auvergne-Rhône-Alpes       | 2e étoile obtenue en 2012                                             |
| Fabio Bragagnolo                  | Casadelmar                                  | Porto-Vecchio               | 2A Corse-du-Sud        | Corse                      | 2e étoile regagnée en 2015                                            |
| William Frachot                   | Hostellerie du Chapeau Rouge                | Dijon                       | 21 Côte-d'Or           | Bourgogne-Franche-Comté    | 2e étoile obtenue en 2013                                             |
| Louis-Philippe Vigilant           | La Côte d'Or (le Relais Bernard Loiseau)    | Saulieu                     | 21 Côte-d'Or           | Bourgogne-Franche-Comté    | Louis-Philippe Vigilant succède à Patrick Bertron en 2023             |
| Olivier Bellin                    | Auberge des Glazicks                        | Plomodiern                  | 29 Finistère           | Bretagne                   | 2e étoile obtenue en 2010                                             |
| Michel Kayser                     | Alexandre                                   | Garons                      | 30 Gard                | Occitanie                  |                                                                       |
| Pierre Gagnaire                   | Duende                                      | Nîmes                       | 30 Gard                | Occitanie                  | 2e étoile obtenue en 2022                                             |
| Pierre Lambinon                   | Py-r                                        | Toulouse                    | 31 Haute-Garonne       | Occitanie                  | 2e étoile obtenue en 2020                                             |
| Gordon Ramsay                     | Le Pressoir d'Argent                        | Bordeaux                    | 33 Gironde             | Nouvelle-Aquitaine         |                                                                       |
| Stéphane Carrade                  | Le Skiff Club                               | La Teste-de-Buch            | 33 Gironde             | Nouvelle-Aquitaine         | 2e étoile obtenue en 2020                                             |
| Nicolas Masse                     | La Grand'Vigne                              | Martillac                   | 33 Gironde             | Nouvelle-Aquitaine         |                                                                       |
| Yannick Alleno                    | La table de Pavie (Hôtel de Pavie)          | Saint-Emilion               | 33 Gironde             | Nouvelle-Aquitaine         |                                                                       |
| Jérôme Schilling                  | Lalique                                     | Bommes                      | 33 Gironde             | Nouvelle-Aquitaine         | 2e étoile obtenue en 2022                                             |
| Philippe Etchebest                | Maison Nouvelle                             | Bordeaux                    | 33 Gironde             | Nouvelle-Aquitaine         | 2e étoile obtenue en 2025                                             |
| Bertrand Noeureuil                | L’Observatoire du Gabriel                   | Bordeaux                    | 33 Gironde             | Nouvelle-Aquitaine         | 2e étoile obtenue en 2025                                             |
| Ronan Kervarrec                   | Maison Ronan Kervarrec                      | Saint-Grégoire              | 35 Ille-et-Vilaine     | Bretagne                   | 2e étoile obtenue en 2024                                             |
| Christophe Aribert                | Maison Aribert                              | Uriage-les-Bains            | 38 Isère               | Auvergne-Rhône-Alpes       |                                                                       |
| Patrick Henriroux                 | La Pyramide                                 | Vienne                      | 38 Isère               | Auvergne-Rhône-Alpes       | Ancien 3 étoiles                                                      |
| Jean Coussau                      | Relais de la Poste                          | Magescq                     | 40 Landes              | Nouvelle-Aquitaine         |                                                                       |
| Christophe Hay                    | Fleur de Loire                              | Blois                       | 41 Loir-et-Cher        | Centre-Val de Loire        | 2e étoile obtenue en 2019                                             |
| Mathieu Guibert                   | Anne de Bretagne                            | La Plaine-sur-Mer           | 44 Loire-Atlantique    | Pays de la Loire           | 2e étoile obtenue en 2010                                             |
| Cyril Attrazic                    | Cyril Attrazic                              | Peyre en Aubrac             | 48 Lozère              | Occitanie                  | 2e étoile obtenue en 2023                                             |
| Philippe Mille                    | Le Parc (Les Crayères)                      | Reims                       | 51 Marne               | Grand Est                  | 2e étoile obtenue en 2012                                             |
| Kazuyuki Tanaka                   | Racine                                      | Reims                       | 51 Marne               | Grand Est                  | 2e étoile obtenue en 2020                                             |
| Diego Delbecq & Camille Pailleau  | Rozó                                        | Marcq-en-Barœul             | 59 Nord                | Hauts-de-France            | 2e étoile obtenue en 2025                                             |
| Christophe Dufossé                | Château de Beaulieu                         | Busnes                      | 62 Pas-de-Calais       | Hauts-de-France            | 2e étoile obtenue en 2023                                             |
| Alexandre Gauthier                | La Grenouillère                             | La Madelaine-sous-Montreuil | 62 Pas-de-Calais       | Hauts-de-France            | 2e étoile obtenue en 2017                                             |
| Xavier Beaudiment                 | Le Pré                                      | Durtol                      | 63 Puy-de-Dôme         | Auvergne-Rhône-Alpes       |                                                                       |
| Guillaume Roget                   | Ekaitza                                     | Ciboure                     | 64 Pyrénées-Atlantique | Nouvelle-Aquitaine         | 2e étoile obtenue en 2025                                             |
| Cédric Deckert                    | La Merise                                   | Laubach                     | 67 Bas-Rhin            | Grand Est                  | 2e étoile obtenue en 2021                                             |
| Nicolas Stamm                     | La Fourchette des Ducs                      | Obernai                     | 67 Bas-Rhin            | Grand Est                  | 2e étoile obtenue en 2005                                             |
| Jean-Georges Klein                | Villa René Lalique                          | Wingen-sur-Moder            | 67 Bas-Rhin            | Grand Est                  | 2e étoile obtenue en 2016                                             |
| Jean-Yves Schillinger             | JY'S                                        | Colmar                      | 68 Haut-Rhin           | Grand Est                  |                                                                       |
| Paul et Marc Haeberlin            | L'Auberge de l'Ill                          | Illhaeusern                 | 68 Haut-Rhin           | Grand Est                  | 3e étoile perdue en 2019                                              |
| Olivier Nasti                     | La Table d'Olivier Nasti                    | Kaysersberg                 | 68 Haut-Rhin           | Grand Est                  |                                                                       |
| Paul Bocuse                       | L'Auberge du Pont de Collonges              | Collonges-au-Mont-d'Or      | 69 Rhône               | Auvergne-Rhône-Alpes       | 3e étoile perdue en 2020                                              |
| Christophe Roure                  | Le Neuvième Art                             | Lyon                        | 69 Rhône               | Auvergne-Rhône-Alpes       |                                                                       |
| Takao Takano                      | Takao Takano                                | Lyon                        | 69 Rhône               | Auvergne-Rhône-Alpes       |                                                                       |
| Mathieu Viannay                   | Mère Brazier                                | Lyon                        | 69 Rhône               | Auvergne-Rhône-Alpes       | Ancien 3 étoiles                                                      |
| Cédric Burtin                     | L'Amaryllis (renommé Cédric Burtin en 2024) | Saint-Rémy                  | 71 Saône-et-Loire      | Bourgogne-Franche-Comté    | 2e étoile obtenue en 2023                                             |
| Stéphane Buron                    | Le Chabichou                                | Courchevel                  | 73 Savoie              | Auvergne-Rhône-Alpes       | 2e étoile obtenue en 1984                                             |
| Sylvestre Wahid                   | Les Grandes Alpes                           | Courchevel                  | 73 Savoie              | Auvergne-Rhône-Alpes       | 2e étoile obtenue en 2024                                             |
| Sébastien Vauxion                 | Sarkara                                     | Courchevel                  | 73 Savoie              | Auvergne-Rhône-Alpes       | 2e étoile obtenue en 2020                                             |
| Thomas Prod'homme                 | Baumanière 1850                             | Courchevel                  | 73 Savoie              | Auvergne-Rhône-Alpes       | 2e étoile obtenue en 2025                                             |
| Michaël Arnoult                   | Les Morainières                             | Jongieux                    | 73 Savoie              | Auvergne-Rhône-Alpes       | 2e étoile obtenue en 2012                                             |
| René et Maxime Meilleur           | La Bouitte                                  | Saint-Martin-de-Belleville  | 73 Savoie              | Auvergne-Rhône-Alpes       | 3 étoiles de 2015 à 2023                                              |
| Benoît Vidal                      | Maison Benoît Vidal                         | Annecy                      | 74 Haute-Savoie        | Auvergne-Rhône-Alpes       | 2e étoile obtenue en 2024 (obtenue en 2015 sur l'Atelier d'Edmond)    |
| Jean Sulpice                      | Auberge du père Bise - Jean Sulpice         | Talloires                   | 74 Haute-Savoie        | Auvergne-Rhône-Alpes       | 2e étoiles conservée lors du transfert de Val Thorens à Annecy        |
| Florian Favario                   | Auberge de Montmin                          | Talloires-Montmin           | 74 Haute-Savoie        | Auvergne-Rhône-Alpes       | 2e étoile obtenue en 2023                                             |
| Yoann Conte                       | Restaurant Yoann Conte – Bord du Lac        | Veyrier-du-Lac              | 74 Haute-Savoie        | Auvergne-Rhône-Alpes       | 2e étoile obtenue en 2013                                             |
| Alain Ducasse                     | Le Meurice                                  | Paris 1er                   | 75 Paris               | Île-de-France              |                                                                       |
| Philip Chronopoulos               | Palais Royal Restaurant                     | Paris 1er                   | 75 Paris               | Île-de-France              | 2e étoile obtenue en 2022                                             |
| Tomoyuki Yoshinaga                | Sushi Yoshinaga                             | Paris 2e                    | 75 Paris               | Île-de-France              | 2e étoile obtenue en 2025                                             |
| Guy Savoy                         | Guy Savoy                                   | Paris 6e                    | 75 Paris               | Île-de-France              | 3e étoile perdue en 2023                                              |
| Hélène Darroze                    | Marsan                                      | Paris 6e                    | 75 Paris               | Île-de-France              | 2e étoile obtenue en 2021                                             |
| David Toutain                     | David Toutain                               | Paris 7e                    | 75 Paris               | Île-de-France              | 2e étoile obtenue en 2019                                             |
| Frédéric Anton                    | Le Jules Verne                              | Paris 7e                    | 75 Paris               | Île-de-France              | 2e étoile obtenue en 2024                                             |
| Stéphanie Le Quellec              | La Scène                                    | Paris 8e                    | 75 Paris               | Île-de-France              | Noté directement 2 étoiles en 2020, après l'ouverture                 |
| Yannick Alléno                    | L'Abysse au Pavillon Ledoyen                | Paris 8e                    | 75 Paris               | Île-de-France              | 2e étoile obtenue en 2020                                             |
| Christophe Pelé                   | Le Clarence                                 | Paris 8e                    | 75 Paris               | Île-de-France              |                                                                       |
| Jean-François Piège               | Le Grand Restaurant                         | Paris 8e                    | 75 Paris               | Île-de-France              | 2e étoile obtenue en 2016                                             |
| David Bizet                       | Le Taillevent                               | Paris 8e                    | 75 Paris               | Île-de-France              | 2e étoile regagnée en 2020                                            |
| Alan Taudon                       | L'Orangerie                                 | Paris 8e                    | 75 Paris               | Île-de-France              | 2e étoile obtenue en 2024                                             |
| Bruno Verjus                      | Table                                       | Paris 12e                   | 75 Paris               | Île-de-France              | 2e étoile obtenue en 2022                                             |
| David Bizet                       | L'Oiseau Blanc                              | Paris 16e                   | 75 Paris               | Île-de-France              | 2e étoile obtenue en 2022                                             |
| Shinichi Sato                     | Blanc                                       | Paris 16e                   | 75 Paris               | Île-de-France              | 2e étoile obtenue en 2025                                             |
| Michel Rostang                    | Maison Rostang                              | Paris 17e                   | 75 Paris               | Île-de-France              |                                                                       |
| Éric Canino                       | La Voile                                    | Ramatuelle                  | 83 Var                 | Provence-Alpes-Côte d'Azur | 2e étoile obtenue en 2020                                             |
| Christophe Bacquié                | La Table des Amis - Le Mas Les Eydins       | Bonnieux                    | 84 Vaucluse            | Provence-Alpes-Côte d'Azur | 2e étoile obtenue en 2024                                             |
| Jean-Michel Lorain                | La Côte Saint Jacques                       | Joigny                      | 89 Yonne               | Bourgogne-Franche-Comté    | 3e étoile perdue en 2015                                              |
| Christophe Cussac                 | Les Ambassadeurs                            | Monaco                      |                        |                            | 2e étoile obtenue en 2024                                             |
| Marcel Ravin                      | Blue Bay                                    | Monaco                      |                        |                            | 2e étoile obtenue en 2022                                             |
| Yannick Alléno & Yasunari Okazaki | L’Abysse Monte-Carlo                        | Monaco                      |                        |                            | 2e étoile obtenue en 2025                                             |

### Suisse
L'édition 2019 du Guide Michelin Suisse, qui compte 777 restaurants, distingue 128 restaurants, trois restaurants à 3 étoiles, 20 restaurants à 2 étoiles et 105 restaurants à 1 étoile. La Suisse reste par conséquent le pays comptant le plus grand nombre de restaurants étoilés par habitant. Les restaurants Bib Gourmand sont au nombre de 157 en 2019.
Liste des 20 restaurants deux étoiles du Guide Michelin Suisse 2019
| Année | Chef                              | Établissement                              | Localité             | Canton     | Commentaires |
| ----- | --------------------------------- | ------------------------------------------ | -------------------- | ---------- | --- |
| ?     | Philippe Chevrier et Damien Coche | Domaine de Châteauvieux                    | Satigny/Peney-Dessus | Genève     | |
| ?     | Carlo Crisci                      | Le Cerf                                    | Cossonay             | Vaud       | N'existe plus, remplacé la le restaurant Fleur de Sel (non étoilé) |
| 2007  | Didier de Courten                 | Didier de Courten (Hôtel Terminus)         | Sierre               | Valais     | Perdue lors du passage du restaurant La Côte à Corin à l'Hôtel Terminus de Sierre, récupérée en 2007. |
|       | Reto Lampart                      | Lampart's                                  | Hägendorf            | Soleure    | |
| 2009  | Franz Wiget                       | Adelboden                                  | Steinen              | Schwytz    | |
| 2010  | Anne-Sophie Pic                   | Anne-Sophie Pic (Hôtel Beau-Rivage Palace) | Lausanne             | Vaud       | 2e étoile obtenue en 2010 par Guillaume Raineix, chef depuis 2009. Kevin Gatin le remplace comme chef depuis 2015.                                                                                        |
| 2011  | Stéphane Décotterd                | Le Pont de Brent                           | Brent (Montreux)     | Vaud       | Ancien 3 étoiles sous Gérard Rabaey, rétrogradé en 2011 lors du changement de chef. En 2019, Stéphanie Décotterd, reçoit le prix d'accueil et du service pour l’excellence des prestations de sa brigade. |
| 2011  | Rolf Fliegauf                     | Ecco (Hôtel Giardino)                      | Ascona               | Tessin     | |
| 2011  | Daniel et Horst Homann            | Homann's Restaurant (Hôtel Haus Homann)    | Samnaun-Ravaisch     | Grisons    | |
| 2011  | Heiko Nieder                      | The Restaurant (Hôtel The Dolder Grand)    | Zurich               | Zurich     | 2e étoile obtenue en 2011 |
| 2012  | Claude Legras                     | Floris                                     | Anières              | Genève     | 2e étoile obtenue en 2012 |
| 2013  | Rolf Fliegauf                     | Ecco on snow                               | Saint-Moritz         | Grisons    | [ 51 ] |
| 2013  | Tanja Grandits                    | Stucki                                     | Bâle                 | Bâle-Ville | [ 51 ] |
| 2016  | Rico Zandonella                   | Rico’s                                     | Küsnacht             | Zurich     | «Cuisinier de l'année» par le Gault&Millau 2017 |
| 2017  | Sven Wassmer                      | Silver                                     | Vals                 | Grisons    | 1re étoile obtenue en 2016 |
| 2017  | Stefan Heilemann                  | Ecco Zürich                                | Zurich               | Zurich     | |
| 2018  | Sebastian Zier et Moses Ceylan    | Einstein Gourmet                           | Saint-Gall           | Saint-Gall | , 1re étoile obtenue en 2016 |
| 2018  | Christian Kuchler                 | Taverne zum Schäfli                        | Wigoltingen          | Thurgovie  | , 1re étoile obtenue en 2016 |
| 2019  | Patrick Mahler                    | Focus, Park Hôtel Vitznau                  | Vitznau              | Lucerne    | Obtient directement deux étoiles |
| 2019  | Laurent Eperon                    | Pavillon, Baur au Lac                      | Zurich               | Zurich     | |

Anciens restaurants deux étoiles au Guide Michelin Suisse (liste non exhaustive)
| Années      | Chef               | Établissement              | Localité            | Canton     | Commentaires |
| ----------- | ------------------ | -------------------------- | ------------------- | ---------- | --- |
| - 2018      | Daniel Bumann      | Bumanns Chesa Pirani       | La Punt Chamues-ch  | Grisons    | 2e étoile obtenue en ?, fermeture en 2018                                                                           |
| - 2007      | Bernard Ravet      | L'Ermitage                 | Vufflens-le-Château | Vaud       | 2e étoile obtenue en ?, 1 étoile depuis 2007. 19/20 au Gault et Millau depuis 1993.                                 |
| 2007 - 2018 | Georges Wenger     | Maison Wenger              | Le Noirmont         | Jura       | Parti en retraite fin 2018                                                                                          |
|             | Hans-Peter Hussong | Wirtschaft zum Wiesengrund | Uetikon am See      | Zurich     | 2e étoile obtenue en ?, 1 étoile en 2018                                                                            |
|             | Horst Petermann    | Petermann's Kunststuben    | Küsnacht            | Zurich     | 2e étoile obtenue en ?, repris par son bras droit Rico Zandonella qui obtenu 2 étoiles en 2016                      |
| 2003 - 2013 | Denis Martin       | Denis Martin               | Vevey               | Vaud       | 2e étoile obtenue en 2003, 1 étoile depuis 2013.                                                                    |
| 2009 - 2011 | Andreas Caminada   | Schauenstein               | Fürstenau           | Grisons    | élu «espoir» pour une 2e étoile en 2007, obtenue en 2008, élu «espoir» pour une 3e étoile en 2009, obtenue en 2011. |
| 2009 - 2016 | Peter Knogl        | Cheval Blanc               | Bâle                | Bâle-Ville | 2e étoile obtenue en 2009, 3e étoile en 2016.                                                                       |
| 2012 - 2018 | Marcus Lindner     | Mesa                       | Zurich              | Zurich     | 2e étoile obtenue en 2012, 1 étoile en 2018                                                                         |
| 2015 - 2017 | Nenad Mlinarevic   | Focus (Park Hotel Vitznau) | Vitznau             | Lucerne    | 2e étoile obtenue en 2015, changement de chef et fermeture jusqu'en mars 2018                                       |

### Canada
| Chef                    | Établissement | Localité | Province | Région             | Commentaires              |
| ----------------------- | ------------- | -------- | -------- | ------------------ | ------------------------- |
| François-Emmanuel Nicol | Tanière³      | Québec   | Québec   | Capitale-Nationale | 2e étoile obtenue en 2025 |

### Belgique
- Liste de restaurants étoilés par le Guide Michelin en Belgique